# 高近村
高近村（たかちかむら）は、1895年（明治28年）から1938年（昭和13年）まで愛媛県北宇和郡にあった村。津島村から分村し発足したが、 岩松町と合併し、自治体としてはその歴史を閉じた。のちに、昭和の大合併にて津島町となり、さらに平成の大合併にて宇和島市となった。
現在の宇和島市津島町高田・津島町近家にあたる。

## 地理
北は三浦村及び北東端は松尾峠にて来村に接する。東は岩松町、西は北灘村、南は北灘湾に面している。岩松川河口も当村域に含まれる。
- 海洋 : 北灘湾
- 河川 : 岩松川

村名の由来
高田（たかた）と近家（ちかいえ）の一字ずつ採った合成地名。
地域・集落
高田と近家の2地区からなる。概ね東半分が高田、西半分が近家。両地区の間には標高200mに満たないものの山地が南北に横たわる。小規模な河川に沿って平地があり、水田の広がる農村。高田はその広がりから郷有数の米作地域。
分村の経緯
1889年（明治22年）の町村制施行時に、岩松・高田・近家の3つの村が合併し「津島村」となったものの、高田・近家地区の村民にとっては合併自体が財政上の理由を強く主張する時の県や郡の姿勢にやむなく応じたとの思いが合併後数年経っても払しょくできていなかった。やがて1892年（明治25年）には村惣代から県に分村を求める嘆願書が出される事態に発展した。
分村を求める理由は次のとおり
1.岩松川が岩松と高田を貫流し、増水時に人馬の往来に支障をきたす
2.高田・近家は米作を中心とした農村、方や岩松は在郷街として商業を主たる生業としており、産業の成り立ちを異にし、気質にも影響しており、合併してみたものの一体感を形成しづらい。
そのほか、下記の事情を背景に岩松への対抗意識も影響した。
3.人口は岩松対高田・近家でほぼ拮抗していた。
4.歴史的に岩松は物資の集積地として栄えたが、その地域外への物流手段としての舟運に用いられる岩松川下流は土砂の堆積により川床が浅いところから、船舶の遡上が難しく、大型化・輸送効率化には困難を伴っていた。その一方、河口一帯は高近村の領域に属し、しかも近家の村内には開発の余地も有していた。
県としては静観を決め込んでいたが、やがてこれを承認することとなった。

## 歴史
- 1895年（明治28年）7月1日 - 津島村が分割し、大字高田・近家浦の区域をもって発足。
- 1938年（昭和12年）9月10日 - 岩松町と合併し、改めて岩松町が発足。同日高近村廃止。